# Otto Lesser
Otto Leberecht Lesser (n. 16 octombrie 1830, Brotterode, Turingia, Germania – d. 12 august 1887, Hannover, Imperiul German) a fost un astronom german care a descoperit asteroidul 62 Erato împreună cu Wilhelm Julius Foerster la 14 septembrie 1860 la Observatorul din Berlin. În istoria descoperirilor planetelor minore, aceasta a fost prima descoperire făcută în comun de doi oameni.
| 62 Erato [1]                         | 14 septembrie 1860 | mpc |
| 1 împreună cu Wilhelm Julius Förster |                    |     |